# Eduard Mor
Eduard Władimirowicz Mor (ros. Эдуард Владимирович Мор, ukr. Едуард Володимирович Мор, Eduard Wołodymyrowicz Mor; ur. 4 października 1977 w Sełydowem w obwodzie donieckim) – rosyjski piłkarz pochodzenia ukraińskiego, grający na pozycji obrońcy, a wcześniej pomocnika. Zmienił obywatelstwo ukraińskie na rosyjskie.

## Kariera piłkarska

### Kariera klubowa
Wychowanek SDJuSOR w Siewierskodoniecku oraz Internatu Sportowego w Ługańsku. W 1993 rozpoczął karierę piłkarską w klubie Chimik Siewierodonieck, skąd w 1996 przeszedł do Zorii Ługańsk. Latem 1998 wyjechał do Rosji, gdzie został piłkarzem Spartaka Moskwa. Występował najpierw w rezerwowej drużynie, a następnie w podstawowej jedenastce. Latem 2000 przeszedł do Saturna Ramienskoje, skąd był wypożyczony do Czernomorca Noworosyjsk. W sezonie 2004/05 bronił barw Wołyni Łuck, ale zagrał tylko 3 mecze i zmienił klub na FK Orzeł. Od 2006 występował w następujących zespołach (co roku zmieniając klub) FK Chimki, Torpedo Moskwa, FK Witebsk i Łucz-Eniergija Władywostok. W 2010 został piłkarzem amatorskiej drużyny Szkoła Miacza Moskwa.

### Kariera reprezentacyjna
Występował w olimpijskiej reprezentacji Rosji.

## Sukcesy i odznaczenia

### Sukcesy klubowe
- mistrz Rosji: 1998, 1999, 2000
- mistrz Pierwszej dywizji Rosji: 2006
- zdobywca Pucharu Priemjer-Ligi: 2003